# بجمان منتظري
بجمان منتظري ((بالفارسية: پژمان منتظری)؛ مواليد 6 سبتمبر 1983) هو لاعب كرة قدم إيراني يلعب في مركز مدافع. سبق له أن لعب في كأس العالم لكرة القدم 2014 مع منتخب بلاده.

## مسيرته الكروية
لعب بجمان منتظري خلال مسيرته الاحترافية مع 4 أندية في ستة عشر موسمًا وسجل خلالها 18 هدفًا ضمن 390 مباراة. حيث فاز في ثلاثة مواسم بالكأس وفي ثلاثة مواسم بالدوري.
خاض بجمان منتظري مسيرته مع نادي فولاد خوزستان في موسم 2004–05 واستمر معه طيلة ثلاثة مواسم، مشاركًا في 81 مباراة سجل خلالها 5 أهداف. ثم انتقل إلى نادي استقلال طهران في موسم 2007–08 في المرة الأولى ليلعب معه سبعة مواسم ثم في موسم 2017–18 ولمدة موسمين، حيث شارك طوالها في 239 مباراة سجل خلالها 10 أهداف. لينتقل بعدها إلى نادي أم صلال في موسم 2013–14 ولمدة موسمين، مشاركًا في 39 مباراة سجل خلالها هدفين. ثم انتقل إلى النادي الأهلي في موسم 2015–16 ولمدة موسمين، مشاركًا في 31 مباراة سجل خلالها هدفًا واحداً و لعب بعدها مع نادي استقلال طهران و في عام 2019 وقع في نادي الخريطيات و لعب معهم حتى عام 2023.

## روابط خارجية
- بجمان منتظري على موقع الاتحاد الدولي (مؤرشف)  (الإنجليزية)
- بجمان منتظري على موقع قاعدة بيانات كرة القدم.إي يو (الإنجليزية)
- بجمان منتظري على موقع ناشيونال فوتبول تيمز (الإنجليزية)
- بجمان منتظري على موقع Soccerway.com (الإنجليزية)
- بجمان منتظري على موقع كووورة
- بجمان منتظري على موقع AS.com (الإسبانية)